# Circonscription de Céphalonie
La circonscription de Céphalonie (en grec Εκλογική περιφέρεια Κεφαλληνίας) est une circonscription législative de la Grèce. Elle correspond au territoire du nome de Céphalonie. Elle compte 57 640 électeurs inscrits en janvier 2015.

Situation de la circonscription de Céphalonie

## Élections législatives de mai 2012

### Résultats
La circonscription de Céphalonie élit un seul député en mai 2012. Les élections ont lieu au scrutin proportionnel plurinominal avec prime majoritaire et un seuil de représentation de 3 % des suffrages exprimés au niveau national.
25 324 électeurs se sont exprimés sur 56 989 inscrits, soit un taux de participation de 44,44 %. Vingt-deux listes étaient candidates dans la circonscription.
| Rang | Liste                              | Nombre de voix | Pourcentage des voix | Nombre de sièges |
| ---- | ---------------------------------- | -------------- | -------------------- | ---------------- |
| 1    | SYRIZA                             | +4 670,        | 18,88 %              | 1                |
| 2    | Nouvelle Démocratie                | +4 458,        | 18,03 %              | 0                |
| 3    | Parti communiste de Grèce          | +3 717,        | 15,03 %              | 0                |
| 4    | Mouvement socialiste panhellénique | +2 897,        | 11,71 %              | 0                |
| 5    | Grecs indépendants                 | +1 973,        | 7,98 %               | 0                |
| 6    | Aube dorée                         | +1 946,        | 7,87 %               | 0                |
| 7    | Gauche démocrate                   | +1 080,        | 4,37 %               | 0                |

### Députés

#### SYRIZA
La liste de la SYRIZA est en tête et remporte l'unique siège de la circonscription.
| Rang | Nom                   | Nombre de voix |
| ---- | --------------------- | -------------- |
| 1    | Afrodíti Theopeftátou | +1 288,        |

## Élections législatives de juin 2012

### Résultats
La circonscription de Céphalonie élit un seul député en juin 2012. Les élections ont lieu au scrutin proportionnel plurinominal avec prime majoritaire et un seuil de représentation de 3 % des suffrages exprimés au niveau national.
24 586 électeurs se sont exprimés sur 56 868 inscrits, soit un taux de participation de 43,23 %. Quinze listes étaient candidates dans la circonscription.
| Rang | Liste                              | Nombre de voix | Pourcentage des voix | Nombre de sièges |
| ---- | ---------------------------------- | -------------- | -------------------- | ---------------- |
| 1    | SYRIZA                             | +7 476,        | 30,74 %              | 1                |
| 2    | Nouvelle Démocratie                | +6 727,        | 27,66 %              | 0                |
| 3    | Mouvement socialiste panhellénique | +2 468,        | 10,15 %              | 0                |
| 4    | Parti communiste de Grèce          | +2 132,        | 8,77 %               | 0                |
| 5    | Aube dorée                         | +1 845,        | 7,59 %               | 0                |
| 6    | Grecs indépendants                 | +1 428,        | 5,87 %               | 0                |
| 7    | Gauche démocrate                   | +1 084,        | 4,46 %               | 0                |

### Députés

#### SYRIZA
La liste de la SYRIZA est en tête et remporte l'unique siège de la circonscription.
| Rang | Nom                   |
| ---- | --------------------- |
| 1    | Afrodíti Theopeftátou |

## Élections législatives de janvier 2015

### Résultats
La circonscription de Céphalonie élit un seul député en janvier 2015. Les élections ont lieu au scrutin proportionnel plurinominal avec prime majoritaire et un seuil de représentation de 3 % des suffrages exprimés au niveau national.
23 589 électeurs se sont exprimés sur 57 640 inscrits, soit un taux de participation de 40,92 %. Seize listes étaient candidates dans la circonscription.
| Rang | Liste                              | Nombre de voix | Pourcentage des voix | Nombre de sièges |
| ---- | ---------------------------------- | -------------- | -------------------- | ---------------- |
| 1    | SYRIZA                             | +8 816,        | 38,25 %              | 1                |
| 2    | Nouvelle Démocratie                | +6 666,        | 28,92 %              | 0                |
| 3    | Parti communiste de Grèce          | +2 152,        | 9,34 %               | 0                |
| 4    | Aube dorée                         | +1 394,        | 6,05 %               | 0                |
| 5    | Mouvement socialiste panhellénique | +1 024,        | 4,44 %               | 0                |
| 6    | La Rivière                         | +0896,         | 3,89 %               | 0                |
| 7    | Grecs indépendants                 | +0847,         | 3,67 %               | 0                |

### Députés
La répartition des sièges au sein de chaque liste élue dépend du nombre de voix obtenues individuellement par chaque candidat, suivant le système du vote préférentiel. Dans la circonscription de Céphalonie, les listes peuvent comporter jusqu'à trois candidats. Les électeurs peuvent exprimer un vote préférentiel pour l'un des candidats sur la liste pour laquelle ils votent.

#### SYRIZA
La liste de la SYRIZA est en tête et remporte l'unique siège de la circonscription.
| Rang | Nom                   | Nombre de voix |
| ---- | --------------------- | -------------- |
| 1    | Afroditi Theopeftatou | +3 724,        |